# Druhý dech (film, 1966)
Druhý dech (v originále Le Deuxième Souffle) je francouzský hraný film z roku 1966, který režíroval Jean-Pierre Melville jako adaptaci stejnojmenného románu José Giovanniho. V roce 2007 natočil Alain Corneau stejnojmenný remake. Snímek měl světovou premiéru dne 1. listopadu 1966.

## Děj
Gustave Minda uprchl z vězení. Ukryje se v Paříži, kde žije jeho sestra Simone zvaná Manouche, a jako jeho věrný přítel Alban. Manouche se však dostane do problémů během vyřizování účtů mezi zločinci. Gustave jí pomůže a dostává se tak opět do zločineckého podsvětí.

## Obsazení
| Lino Ventura      | Gustave Minda, přezdívaný Gu          |
| Paul Meurisse     | komisař Blot                          |
| Raymond Pellegrin | Paul Ricci                            |
| Christine Fabréga | Simone Pelletier, přezdívaná Manouche |
| Marcel Bozzuffi   | Jo Ricci                              |
| Paul Frankeur     | komisař Fardiano                      |
| Denis Manuel      | Antoine Ripat                         |
| Jean Négroni      | policejní inspektor                   |
| Michel Constantin | Alban                                 |
| Pierre Zimmer     | Orloff                                |
| Pierre Grasset    | Pascal Leonetti                       |
| Sylvain Lévignac  | Louis Bartel                          |
| Raymond Loyer     | Jacques, přezdívaný notář             |
| Albert Michel     | Marcel                                |
| Jean-Claude Bercq | inspektor u komisaře Blota            |
| Louis Bugette     | Théo, pasák                           |
| Albert Dagnant    | Jeannot Franchi                       |
| Roger Fradet      | Bernard                               |
| Marcel Bernier    | policista v nemocnici                 |
| Pierre Gualdi     | Blotův podřízený                      |